# فرانسیس گلسنر لی
فرانسیس گلسنر لی (به انگلیسی: Frances Glessner Lee) در ۲۵ مارس ۱۸۷۸ در شیکاگو ایلینوی متولد شد.

## اوایل زندگی و پیش زمینه
او در یک خانواده ثروتمند و با نفوذ رشد کرد و پدرش، جان جیکوب گلسنر، یک صنعتگر موفق بود، با وجود علاقه آش به تحصیل در رشته های علمی، خانواده اش اورا به مسیر سنتی زنان در آن دوران هدایت کردند، و او امکان تحصیلات رسمی در دانشگاه را نیافت.  با این حال، علاقه او به عدالت کیفری و علوم پزشکی در سال های بعدی زندگی اش پررنگ تر شد.

### ورود به حوزهجرم شناسیقانونی
فرانسیس گلسنر در میانسالی شروع به مطالعه جرم شناسی و پزشکی قانونی کرد. او تحت تأثیر دوست خانوادگی اش، جورج مگاث، که استاد پزشکی قانونی در دانشگاه هاروارد بود، قرار گرفت. علاقه او به این حوزه باعث شد که در نهایت در دهه ۱۹۳۰ به عنوان اولین زن که به پیشرفت پزشکی قانونی  در ایالات متحده کمک کردن، شناخته شود.

### “ناتسشل استادیز” و تأثیر آن بر تحقیقات جنایی
یکی از مهم ترین دستاور های فرانسیس، ساخت “ناتسشل استادیز آو آن اکسپلیند دث” (Nutshell studies of unexplained death) بود. این مجموعه شامل مدل های کوچک و دقیق از صحنه های جرم واقعی بود که به محققان کمک می کرد تا مهارت های خود را در بررسی صحنه های جرم توسعه دهند. این دیواراماهای مینیاتوری شامل جزئیاتی دقیق مانند چیدمان مبلمان، موقعیت جسد، و سرنخ های ظریف دیگر بود که برای آموزش کاراگاهان و دانشجویان پزشکی قانونی و جرم شناسی استفاده می شد.

### تأثیر برنامه های آموزشی در پزشکی قانونی
فرانسیس در سال ۱۹۴۵، اولین سمینار های آموزشی پزشکی قانونی را در دانشگاه هاروارد تأسیس کرد.این برنامه ها برای آموزش پلیس و کاراگاهان طراحی شده بود تا آن ها بتوانند با دقت بیشتری به بررسی صحنه ها جرم بپردازند.تلاش های او باعث شد که پزشکی قانونی به عنوان یک علم مهم در تحقیقات جنایی به رسمیت شناخته شود.

## افتخارات و میراث
فرانسیس گلسنر لی اولین زنی بود که به عنوان کاپیتان افتخاری در نیروی پلیس نیوهمپشایر منصوب شد. او در سال ۱۹۶۲ در گذشت، اما تأثیراتش در حوزه ی جرم شناسی وپزشکی قانونی همچنان باقی مانده است. مدل های او هنوز هم در آموزش محققان جنایی استفاده می شود و از او به عنوان “مادر جرم شناسی مدرن قانونی” یاد می شود.